# Fosse no 10 - 10 bis des mines de Béthune
La fosse no 10 - 10 bis de la Compagnie des mines de Béthune est un ancien charbonnage du Bassin minier du Nord-Pas-de-Calais, situé à Sains-en-Gohelle. Les puits sont commencés en juillet 1900 et 1901, et la fosse commence à extraire le 6 juin 1903. De vastes cités sont bâties à proximité de la fosse, et deux terrils, nos 65 et 65A, sont édifiés au sud du carreau de fosse.
La Compagnie des mines de Béthune est nationalisée en 1946, et intègre le Groupe de Béthune. le puits no 10 est ravalé, et ses installations modernisées. À partir de 1954, une bowette est en préparation, et en 1957, la fosse no 10 - 10 bis est concentrée sur la fosse no 13 - 13 bis, siège de concentration, et fermera en même temps que lui le 24 mars 1972. Les puits nos 10 et 10 bis sont remblayés en 1972, et les chevalements détruits trois ans plus tard.
Au début du XXIe siècle, Charbonnages de France matérialise les têtes des puits nos 10 et 10 bis. Les bureaux sont détruits en 2004, mais il subsiste sur le site les bains-douches et le logement du concierge.

## La fosse
Après les ouvertures des fosses nos 8 - 8 bis et 9 dans le nord de la concession, la Compagnie des mines de Béthune décide d'exploiter le sud de sa concession. La fosse no 10 - 10 bis est donc la fosse la plus australe, mais aussi la plus occidentale.

### Fonçage
Le puits no 10 est commencé le 31 juillet 1900 à Sains-en-Gohelle, près des limites avec Aix-Noulette. Situé à l'altitude de 72 mètres, il a atteint le terrain houiller à la profondeur de 154 mètres. Le puits no 10 bis est commencé le juillet 1901, à cinquante mètres au nord-est du premier puits.
La fosse est située le long de la ligne de Bully - Grenay à Brias, à 2 380 mètres à l'ouest-sud-ouest de la fosse no 1 - 1 bis - 1 ter, mais également à 2 680 mètres à l'est de la fosse no 4 - 4 bis de la Compagnie des mines de Nœux. Enfin, la fosse no 2 - 2 bis, la fosse no 10 et l'avaleresse no 10 bis sont également situées à quelques kilomètres.

### Exploitation
La fosse commence à produire le 6 juin 1903.
La Compagnie des mines de Béthune est nationalisée en 1946, et intègre le Groupe de Béthune. À cette époque, le puits no 10 assure l'entrée d'air, alors que le puits no 10 bis est retour d'air. En 1953, un nouvel accrochage est établi à 707 mètres dans le puits no 10. Sa machine d'extraction est modernisée en conséquence. le puits remonte alors l'essentiel de la production.
Une bowette est préparée en 1954, dans le cadre de l'ouverture de la fosse no 13 - 13 bis. La fosse no 10 - 10 bis cesse d'extraire en 1957 lorsqu'elle est concentrée sur la fosse no 13 - 13 bis, sise 1 525 mètres à l'est-nord-est.
Un ventilateur Berry pouvant insuffler 200 m3 d'air par seconde est mis en place sur les deux puits en 1962, afin de permettre l'aérage de la concentration. Cet aérage cesse le 24 mars 1972, à la fermeture de la fosse no 13 - 13 bis. Les puits nos 10 et 10 bis, respectivement profonds de 730 et 792 mètres, sont remblayés la même année. Les chevalements sont détruits trois ans plus tard, et la chaufferie dans les années 1990.

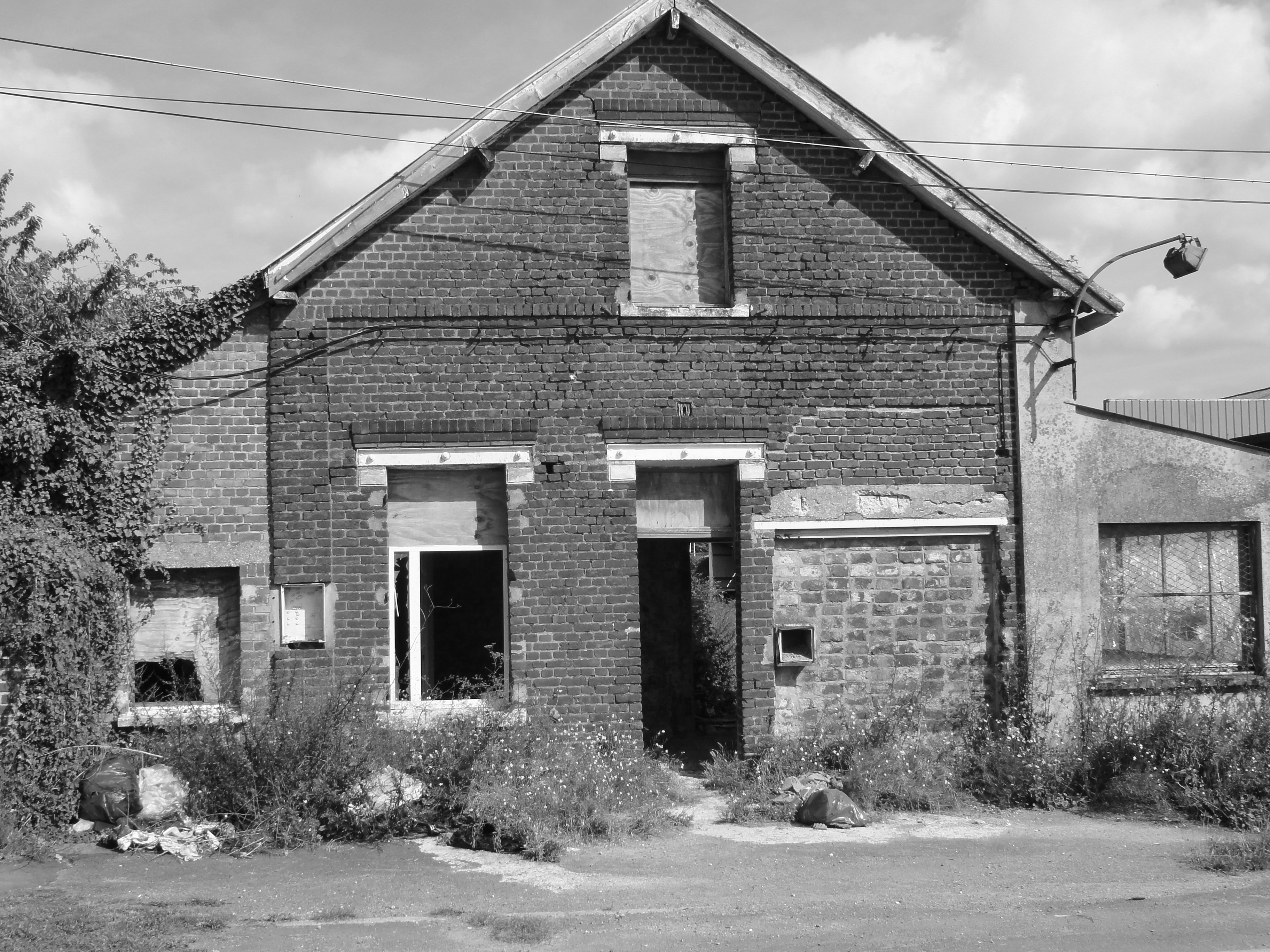
Le logement du concierge.
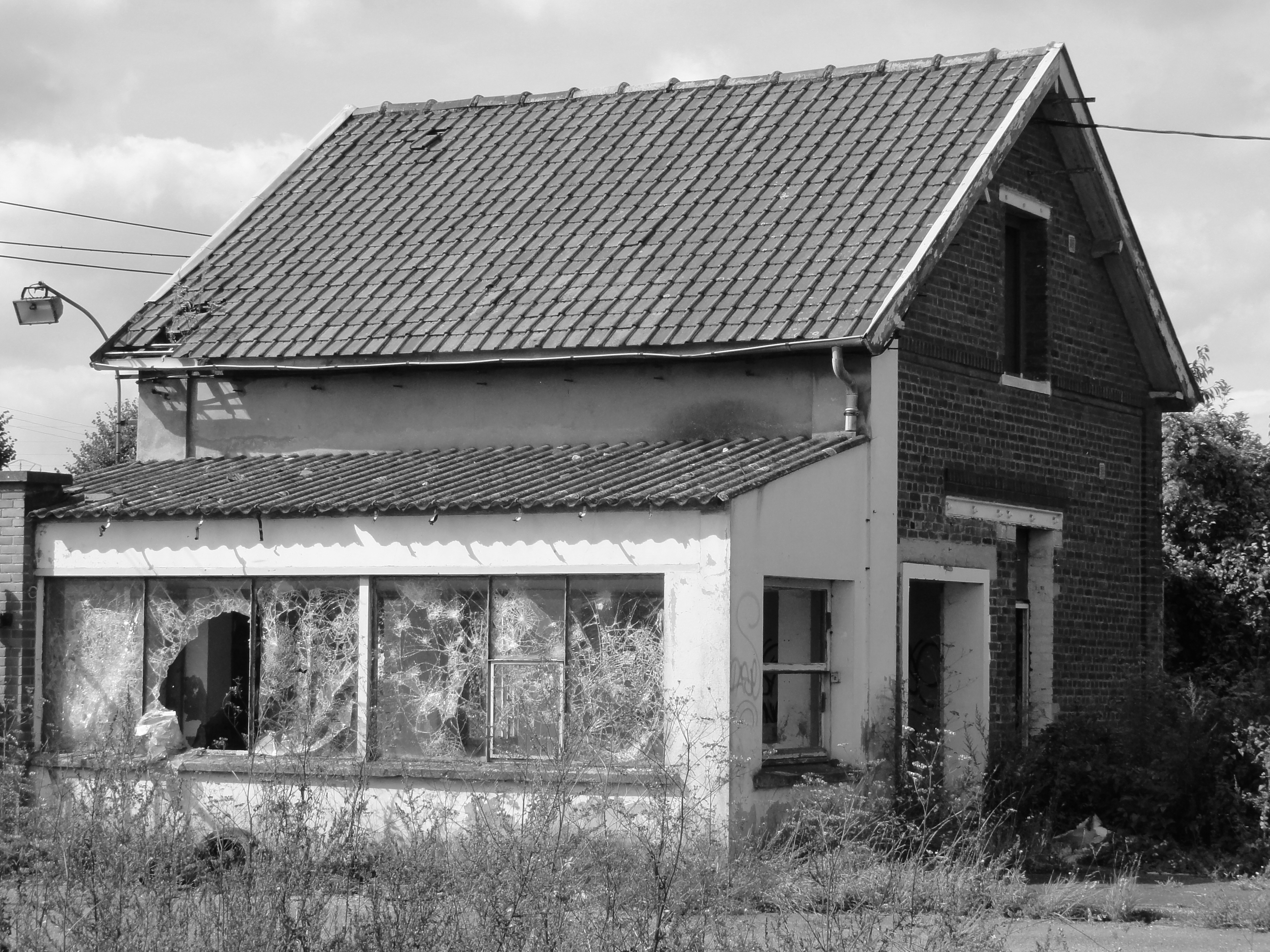
Le logement du concierge.
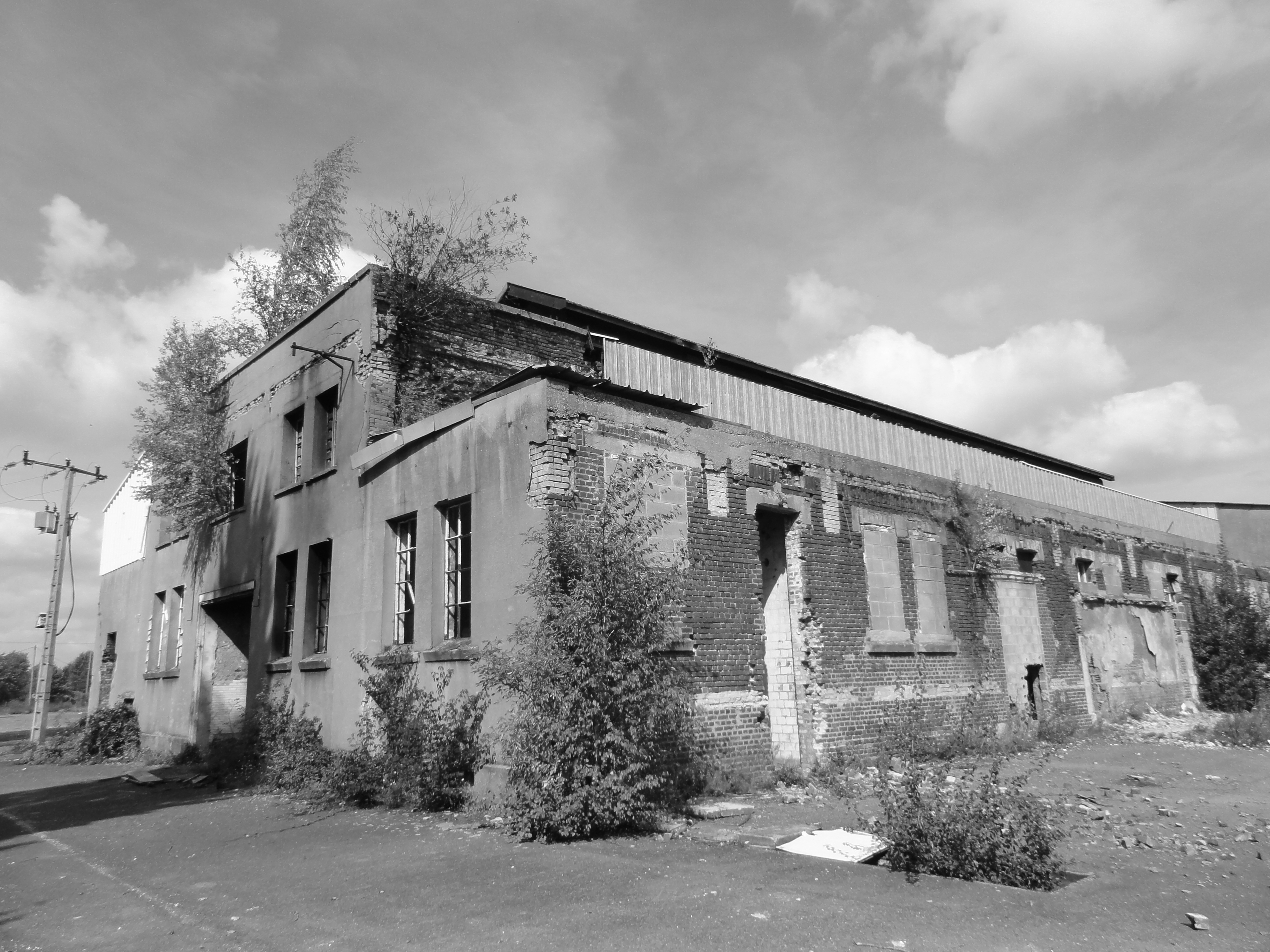
Les bains-douches.
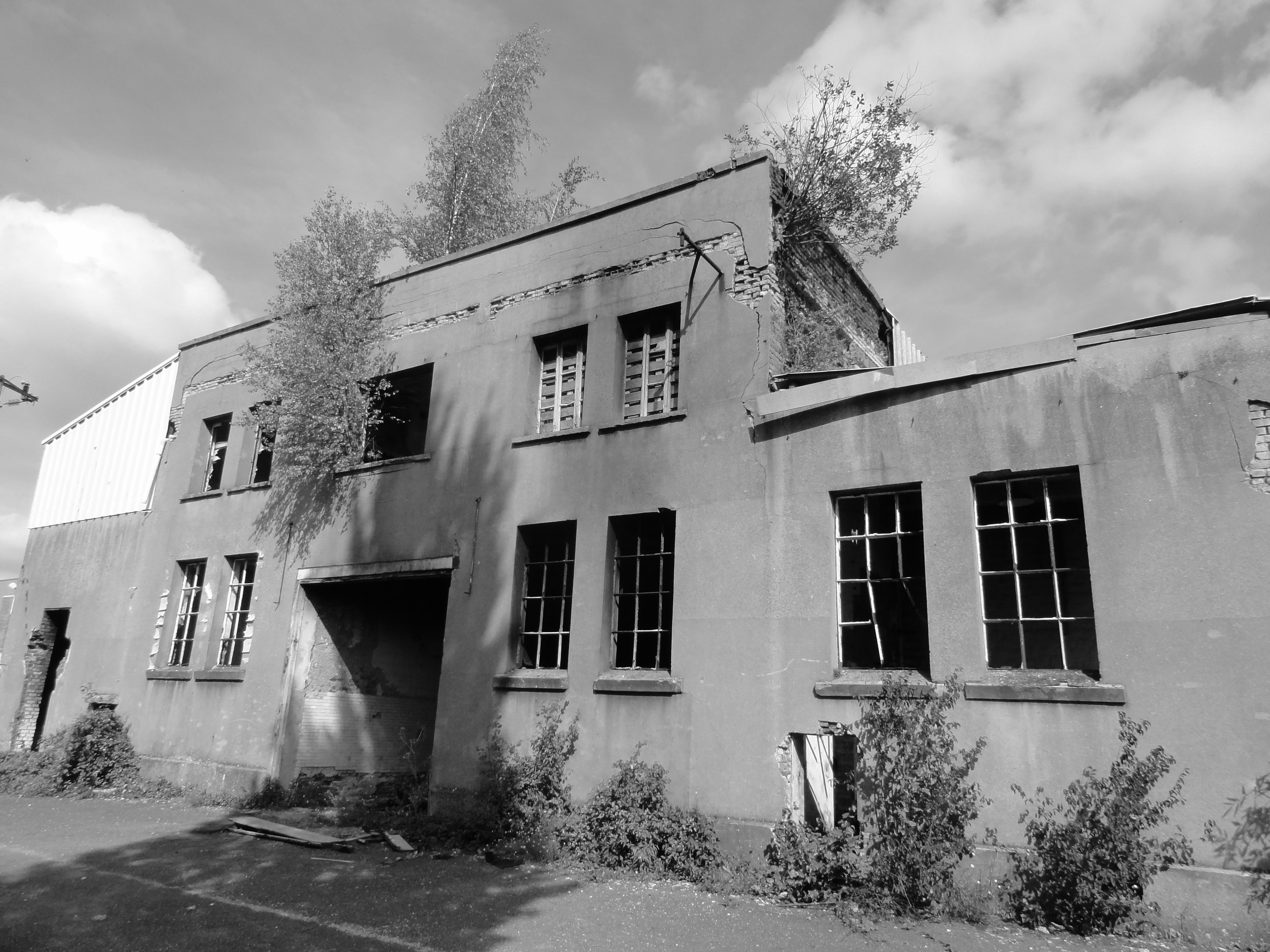
La façade modifiée des bains-douches.
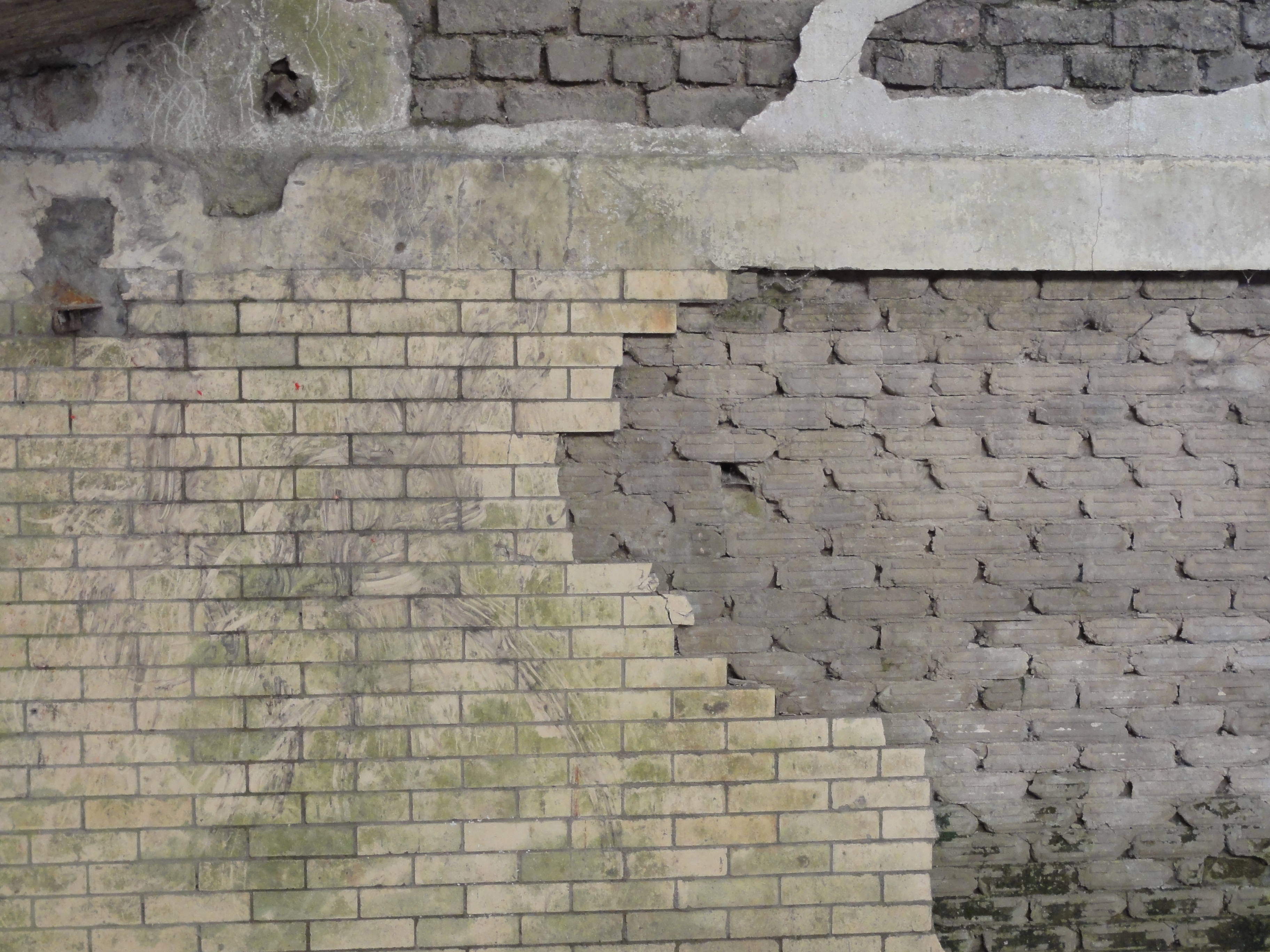
Détail de carrelages muraux.
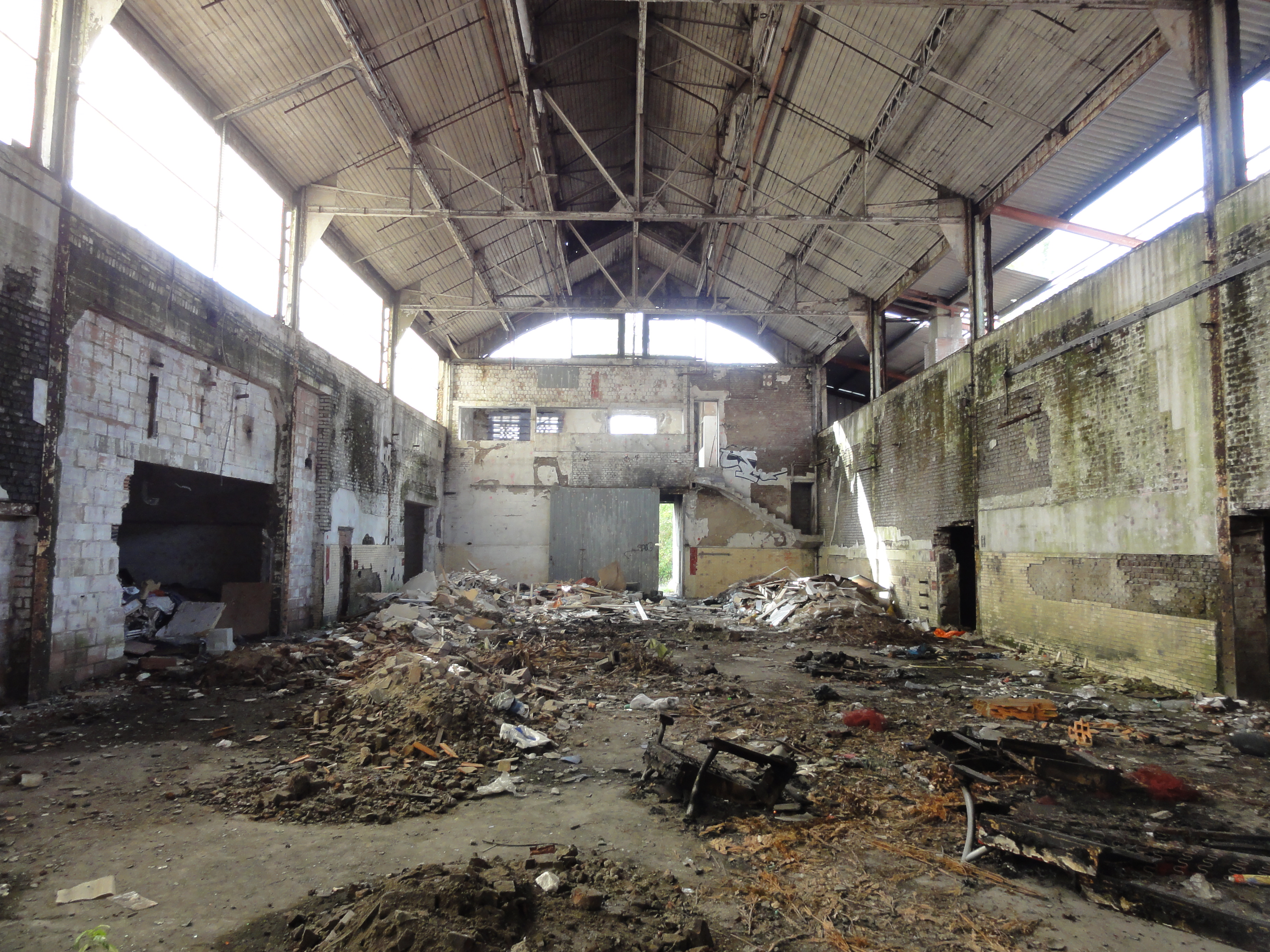
L'intérieur des bains-douches.

### Reconversion
Au début du XXIe siècle, Charbonnages de France matérialise la tête de puits. Le BRGM y effectue des inspections chaque année. Les bureaux sont détruits en 2004, il ne subsiste plus sur le site que les bains-douches et le logement du concierge.

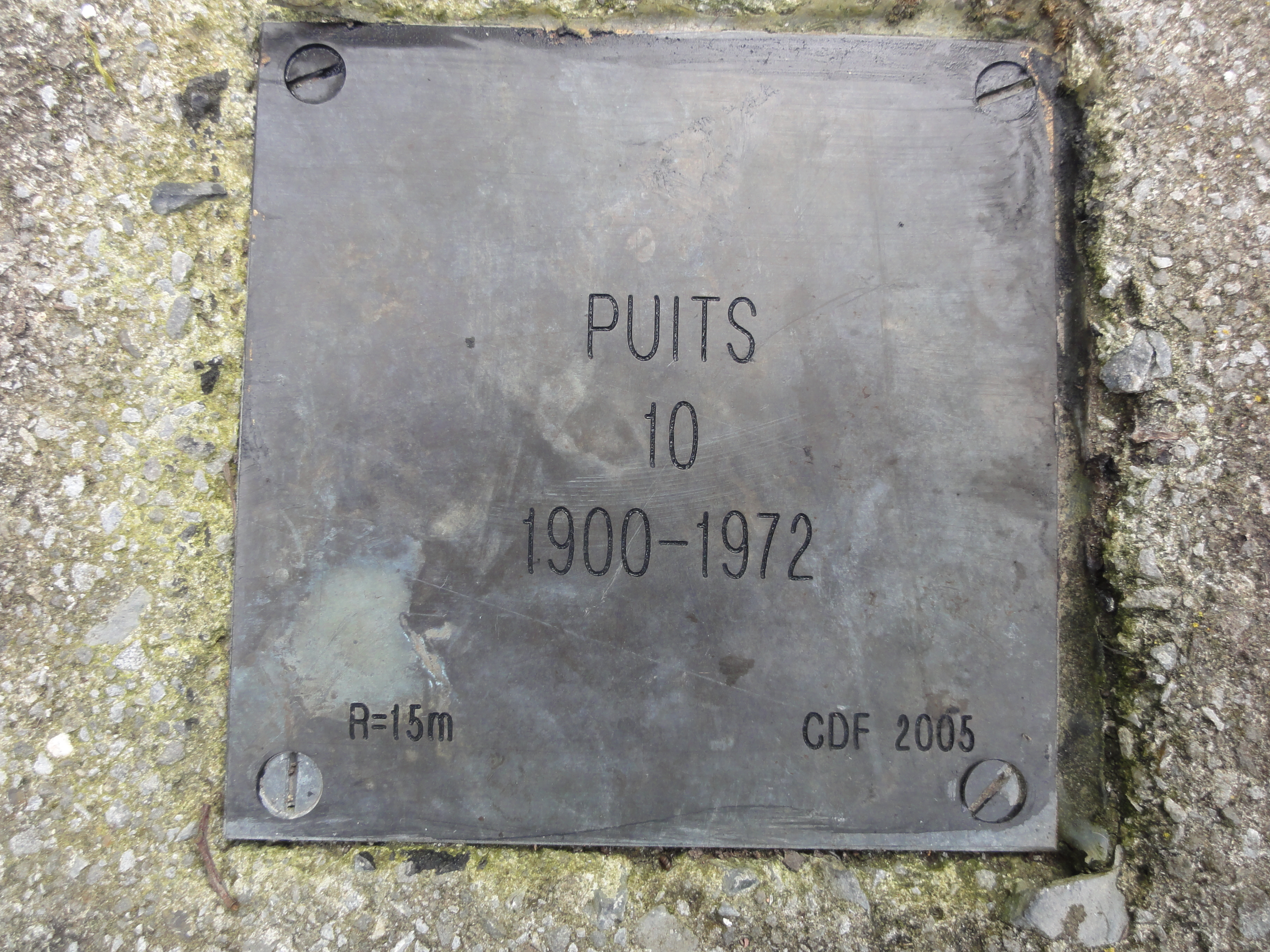
Puits no 10, 1900 - 1972.
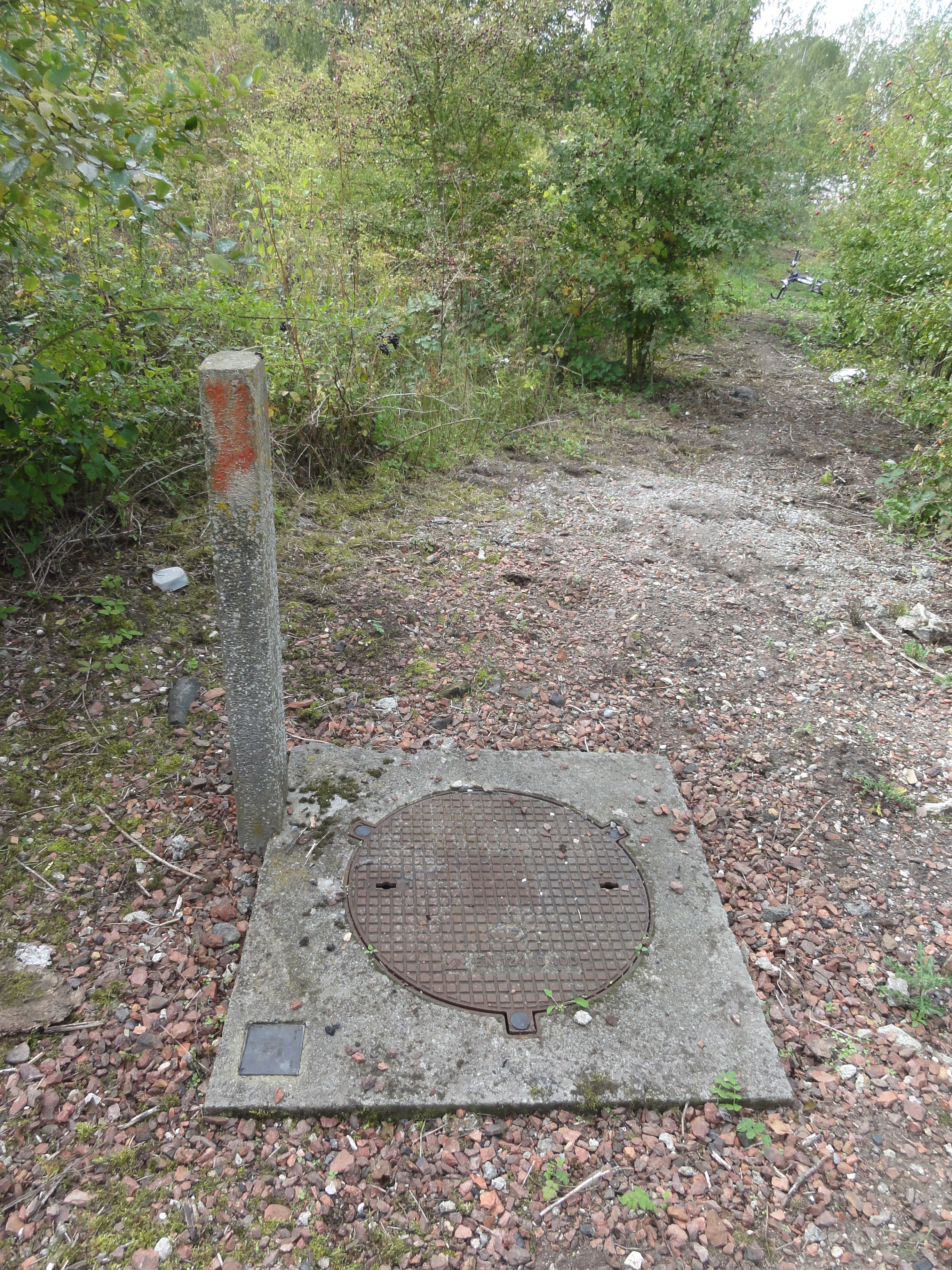
Le puits no 10 dans son environnement.
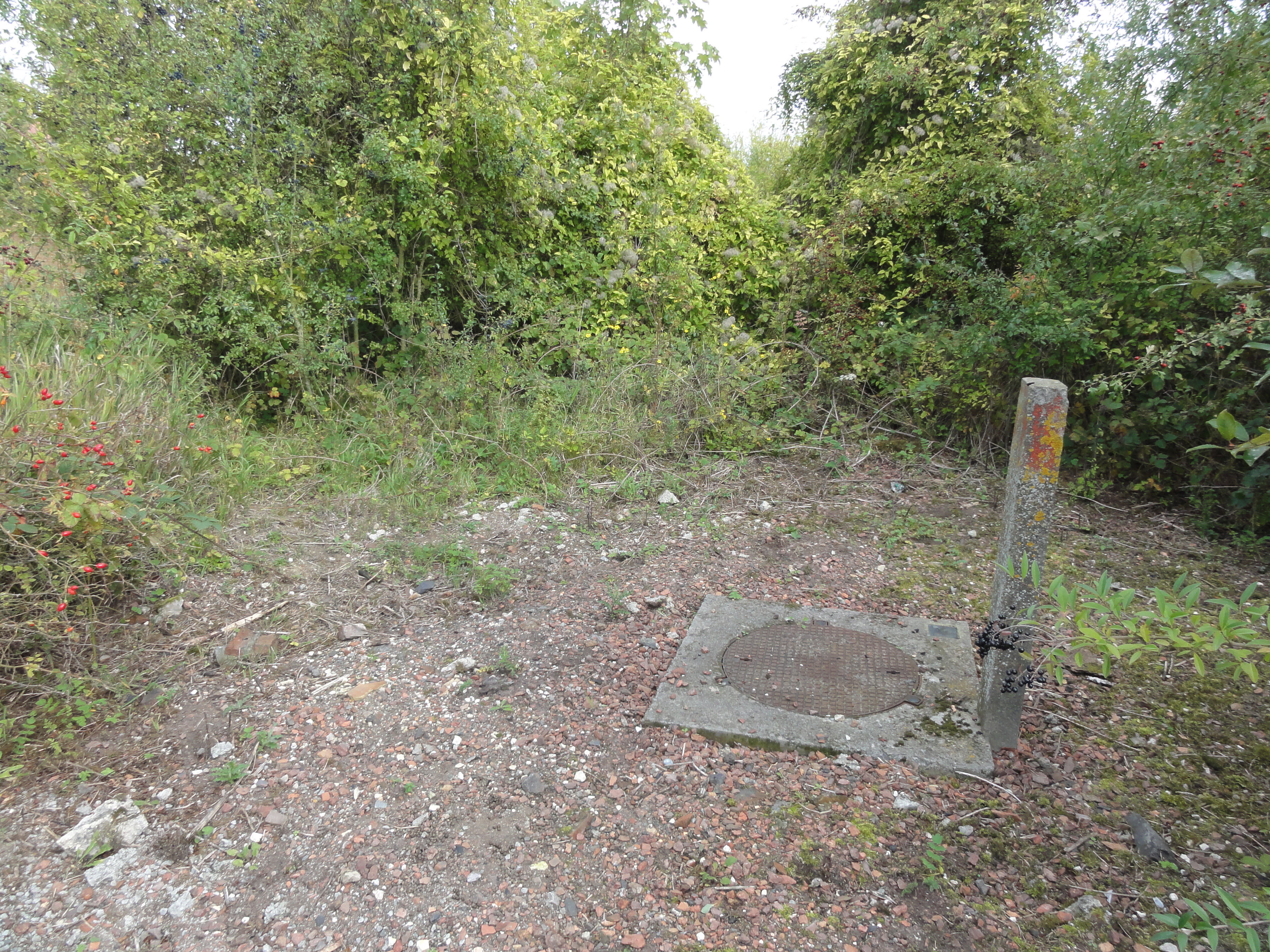
Le puits no 10 dans son environnement.
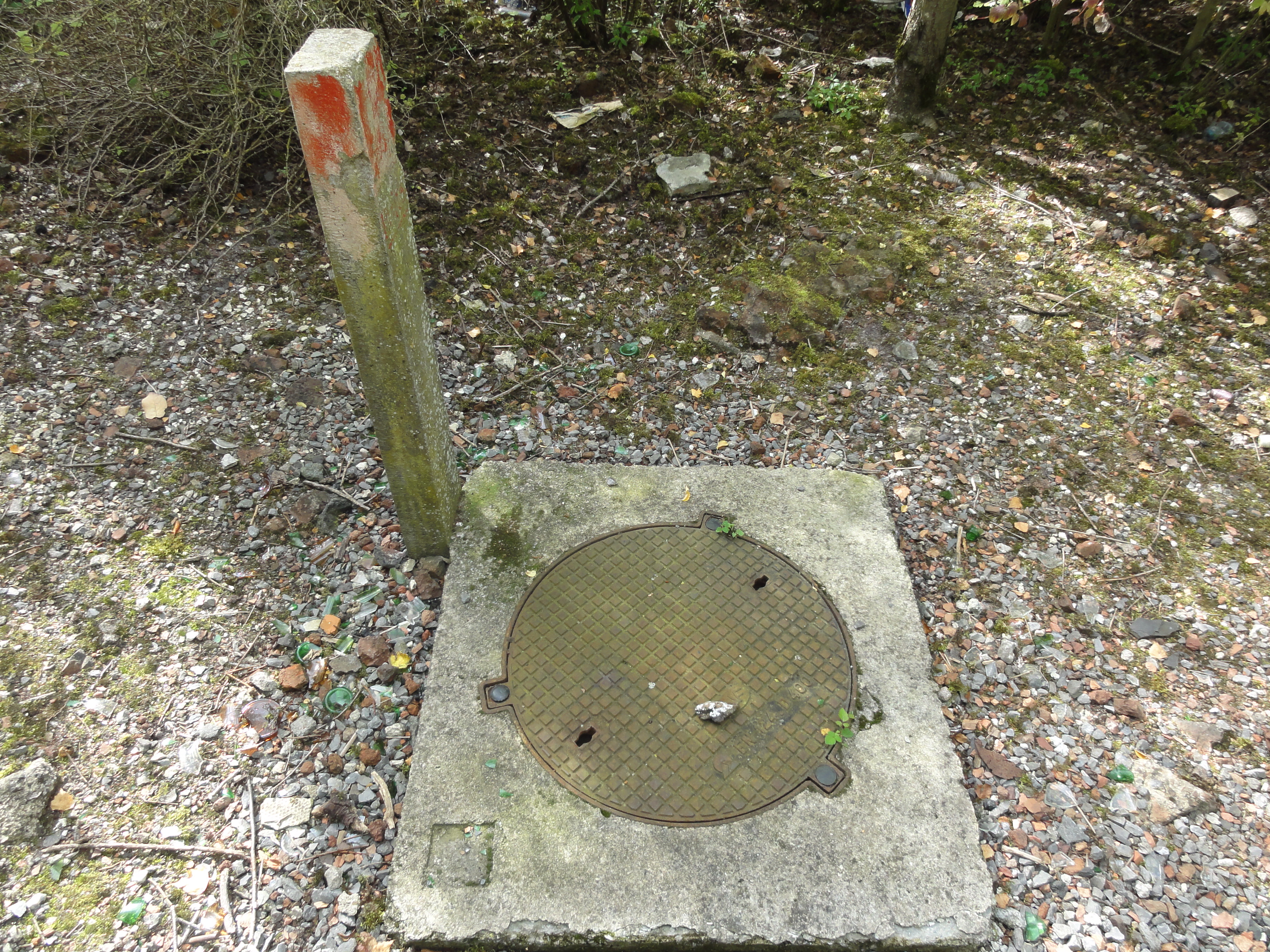
La tête de puits matérialisée no 10 bis.
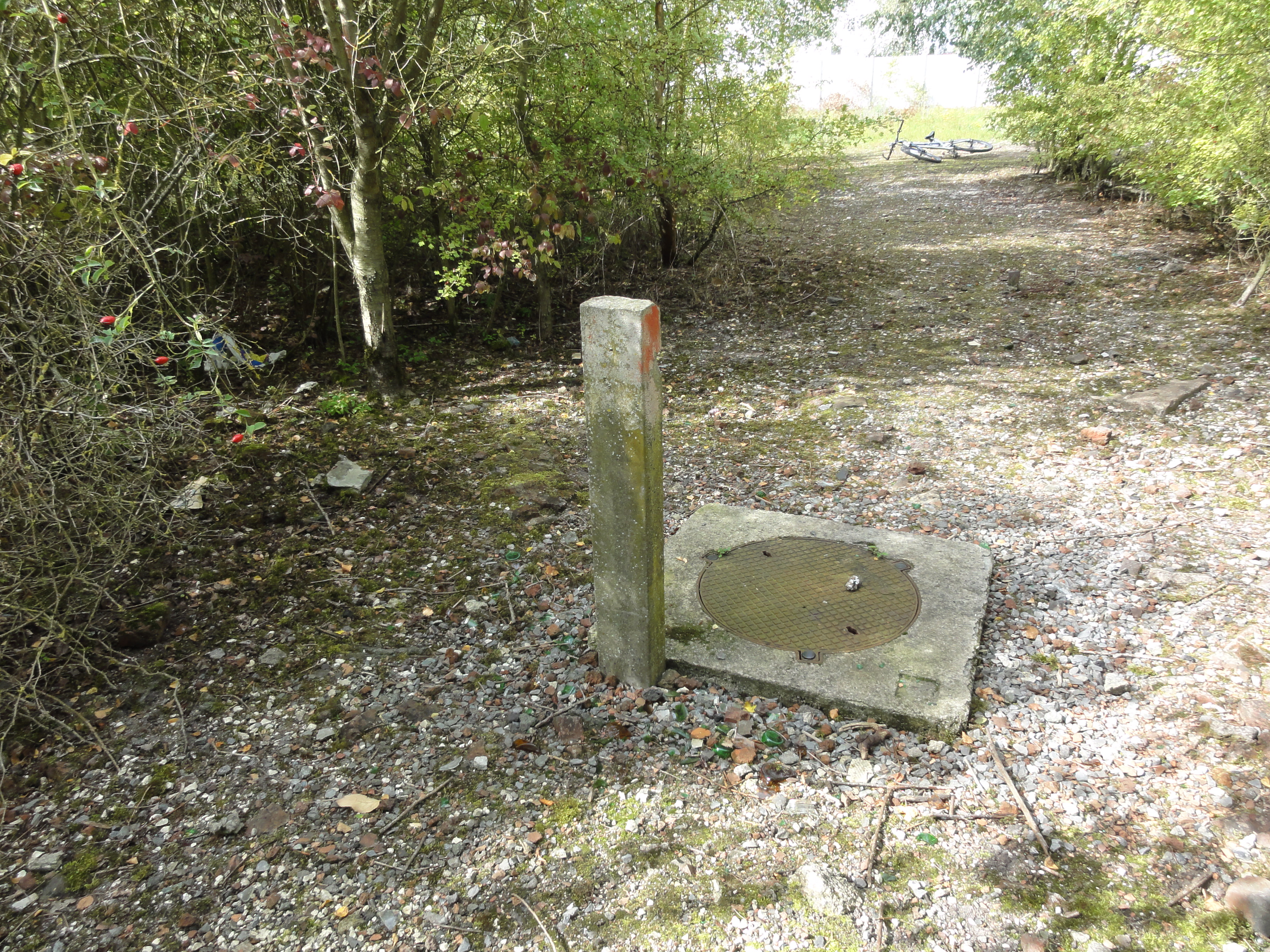
Le puits no 10 bis dans son environnement.
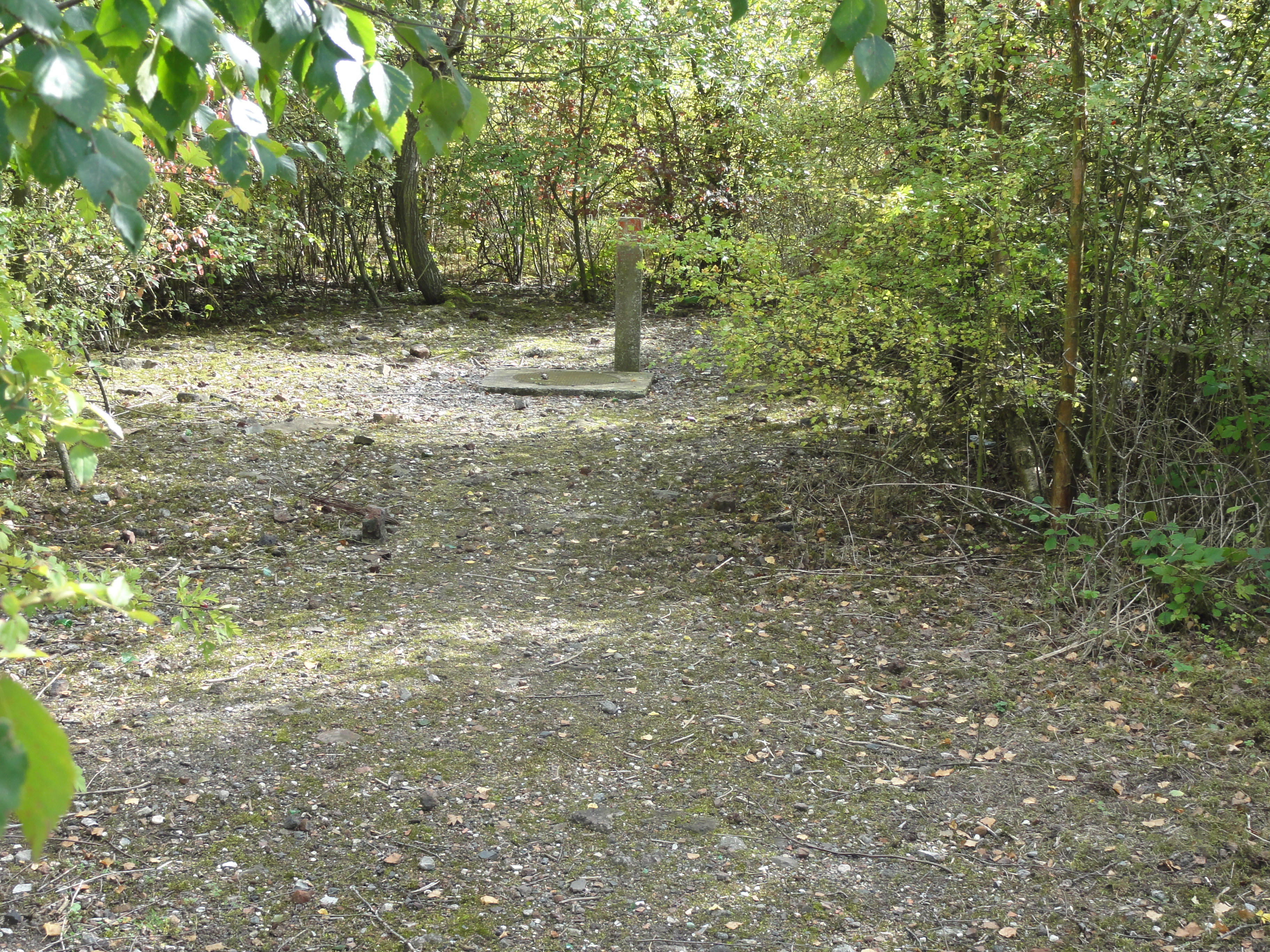
Le puits no 10 bis dans son environnement.

## Les terrils
Deux terrils ont été édifiés près de la fosse.

### Terrilno65, 10 de Béthune Est

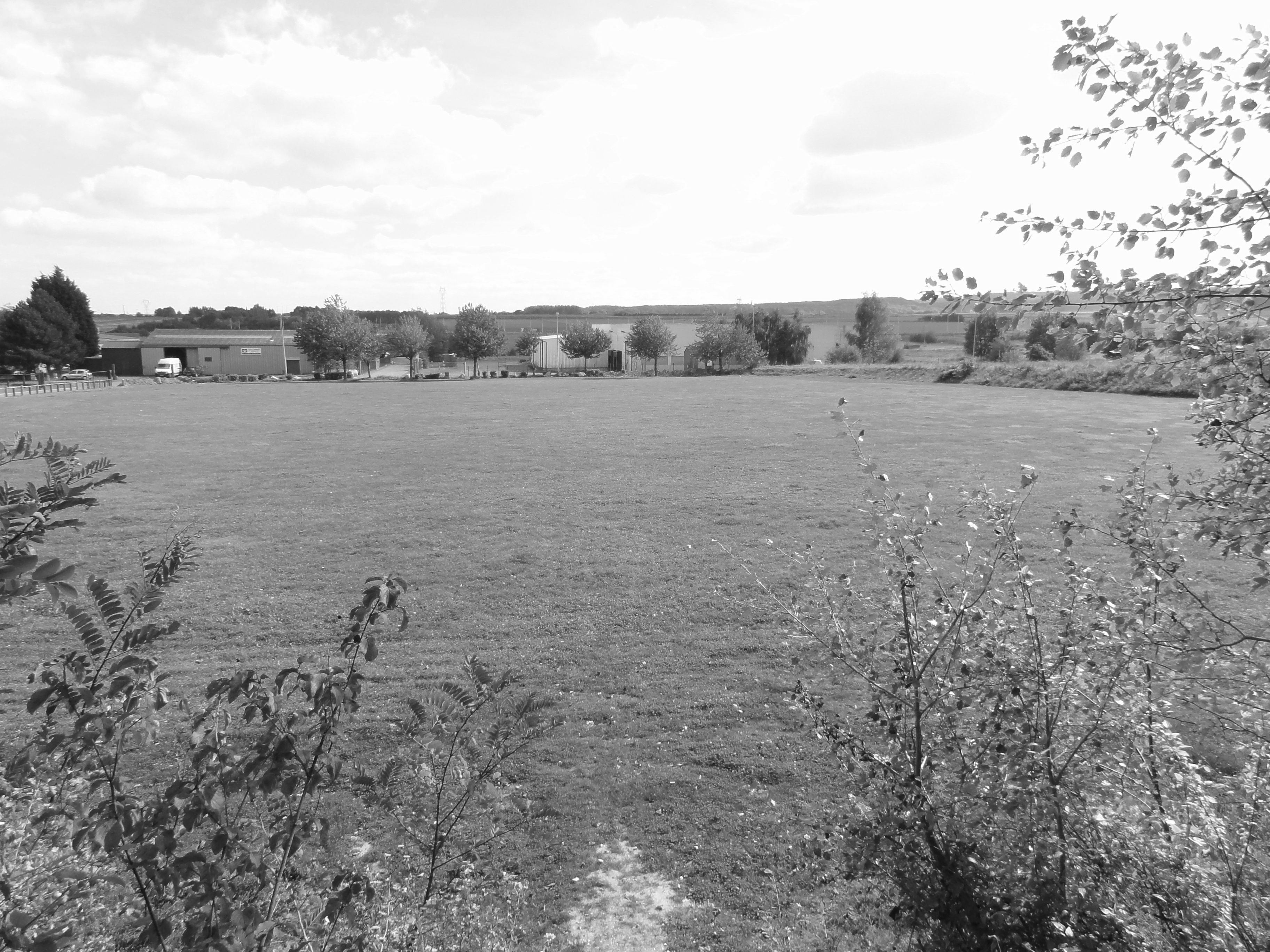
Le terril 10 de Béthune Est.

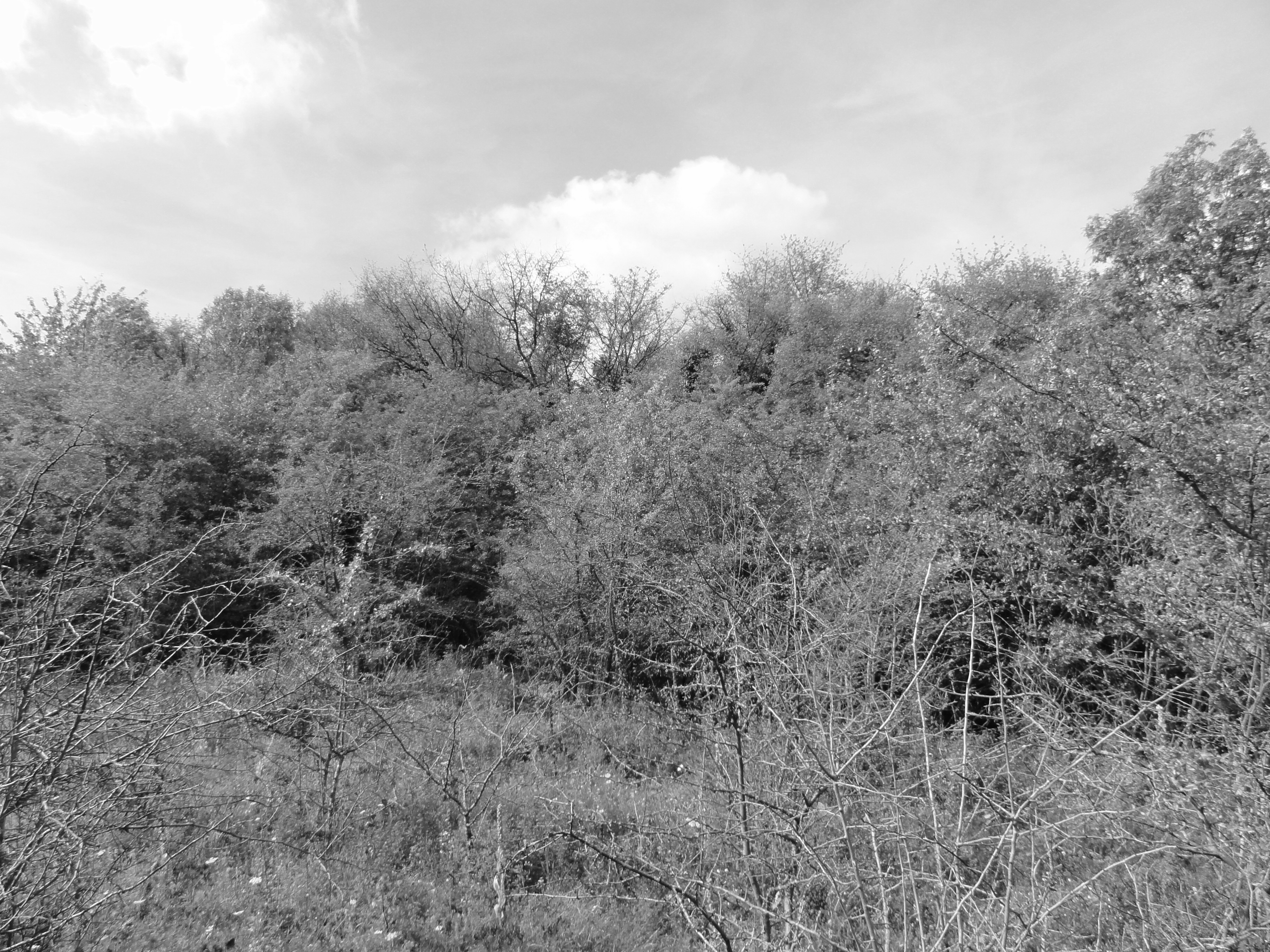
Le terril 10 de Béthune Ouest.

50° 26′ 19″ N, 2° 41′ 32″ E
Le terril no 65, 10 de Béthune Est, situé à Aix-Noulette, est un terril conique haut de 75 mètres qui a été alimenté par la fosse no 10 - 10 bis des mines de Béthune. Il a été exploité, et les terrains reconvertis en zone industrielle, il a donc disparu.

### Terrilno65A, 10 de Béthune Ouest
50° 26′ 25″ N, 2° 41′ 17″ E
Le terril no 65A, 10 de Béthune Ouest, situé à Sains-en-Gohelle, est un des deux terrils de la fosse no 10 - 10 bis des mines de Béthune. Plat, il est entièrement boisé.

## Les cités
Des cités ont été établies à proximité de la fosse. Les habitations sont construites dans le style architectural des mines de Béthune.

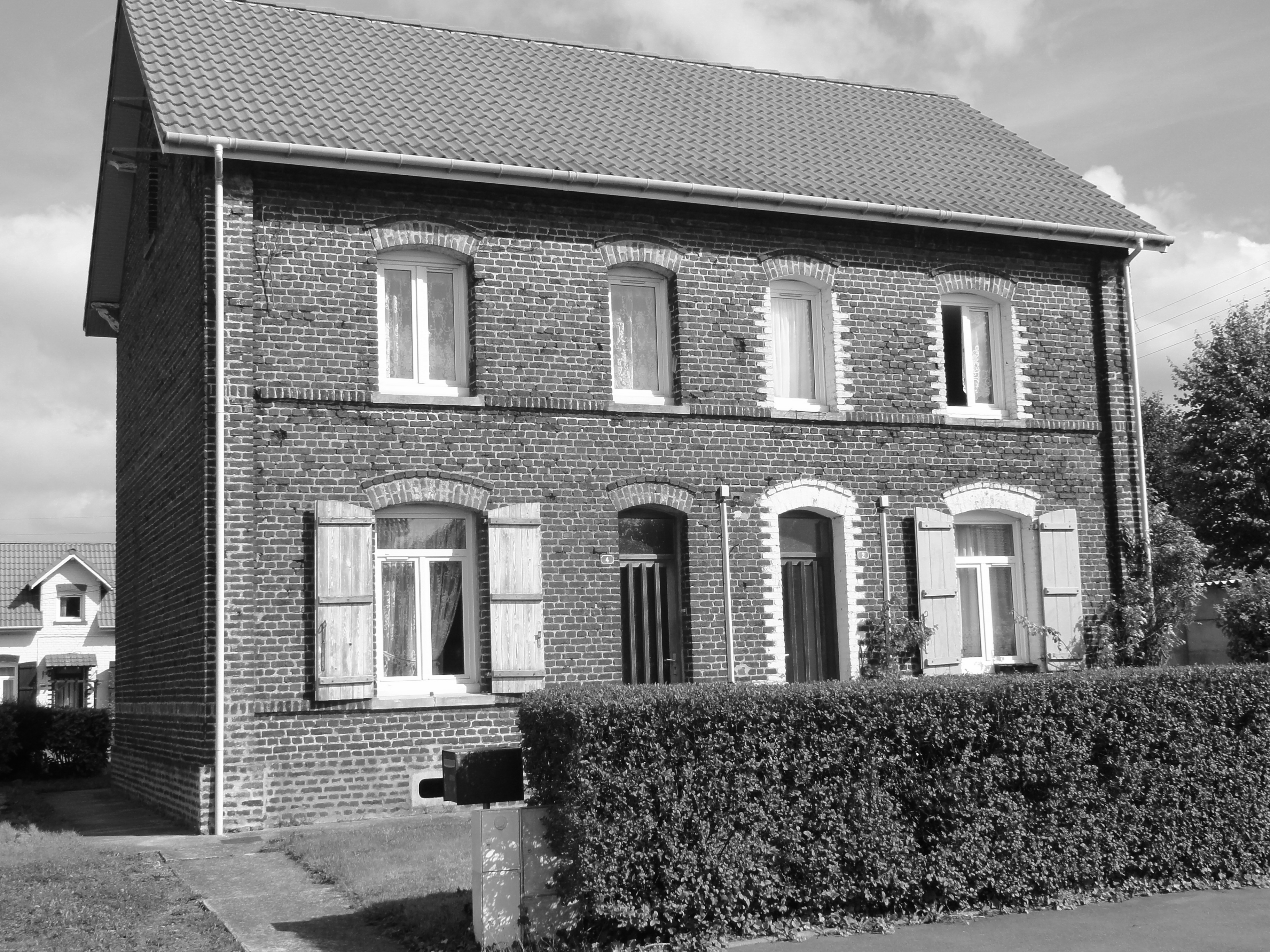
Des habitations groupées par deux.
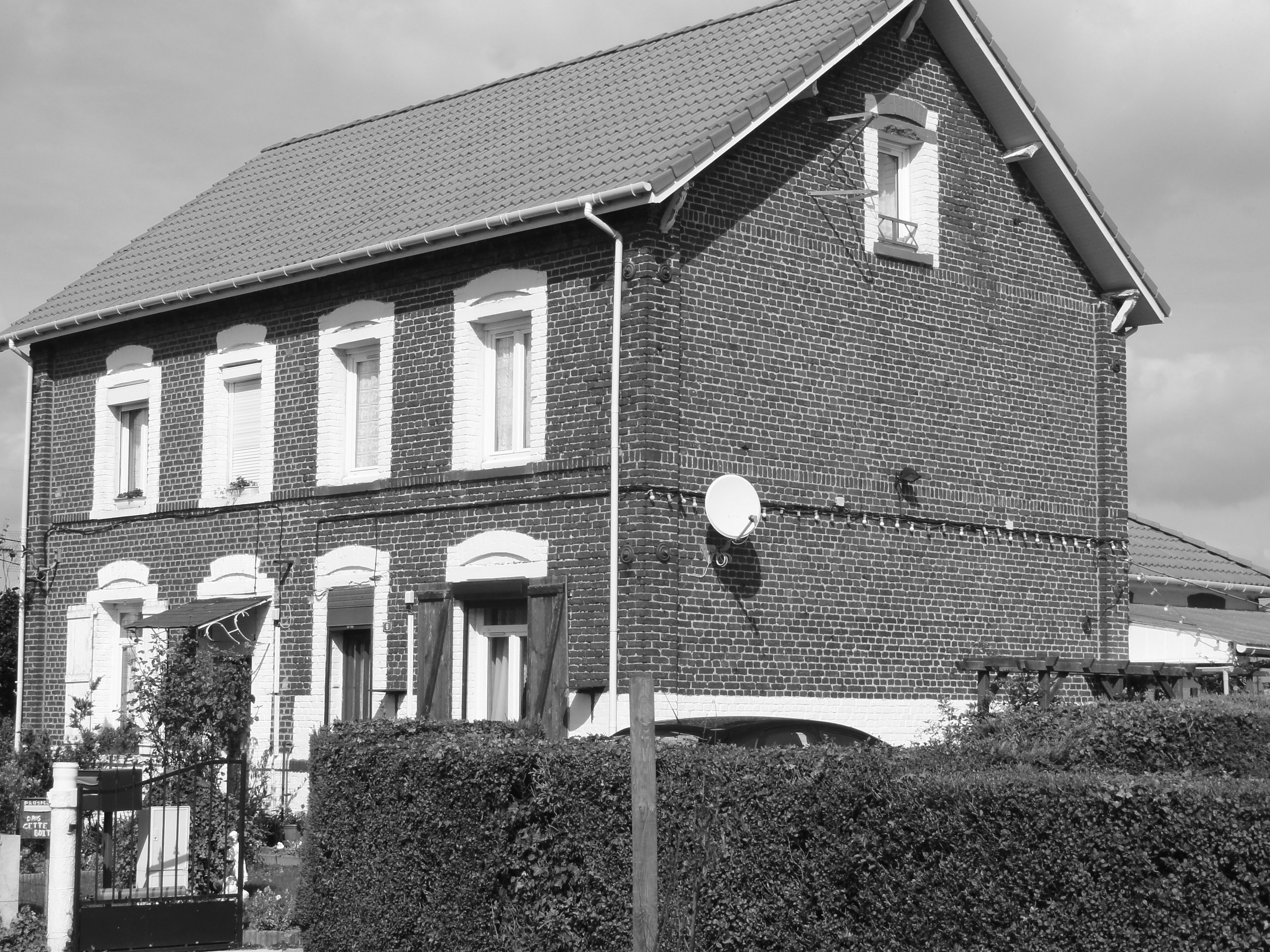
Des habitations groupées par deux.
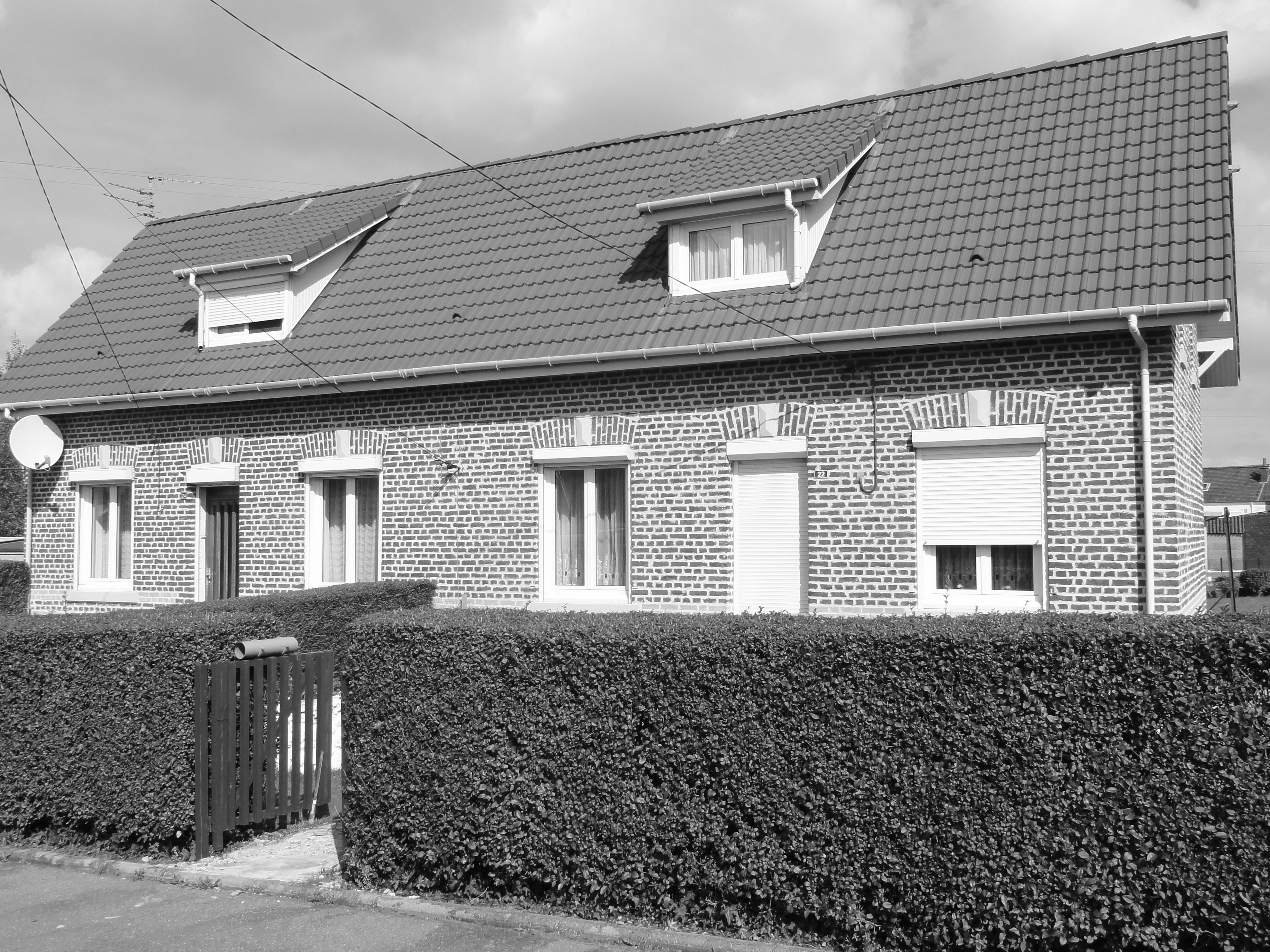
Des habitations groupées par deux.
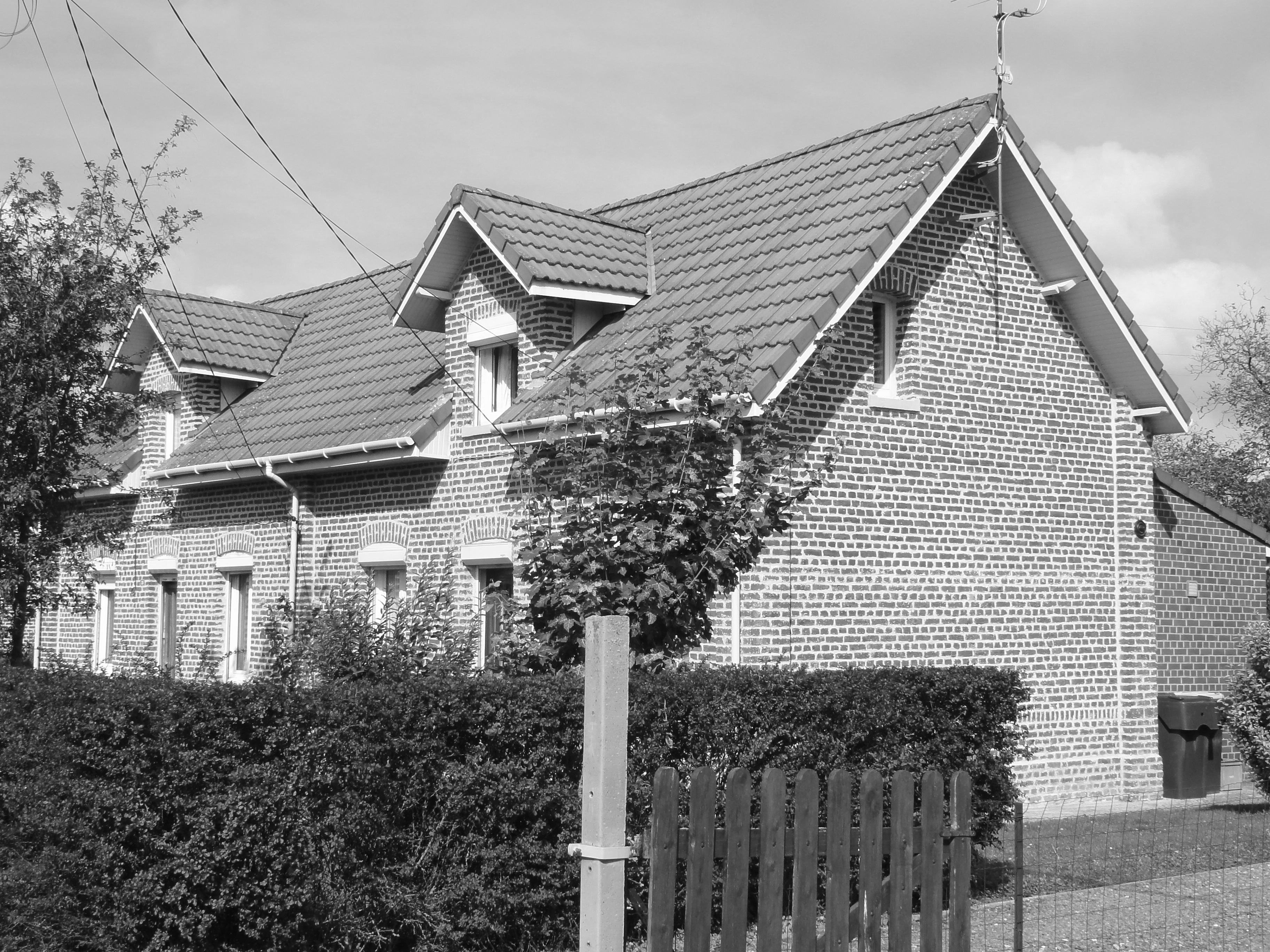
Des habitations groupées par deux.
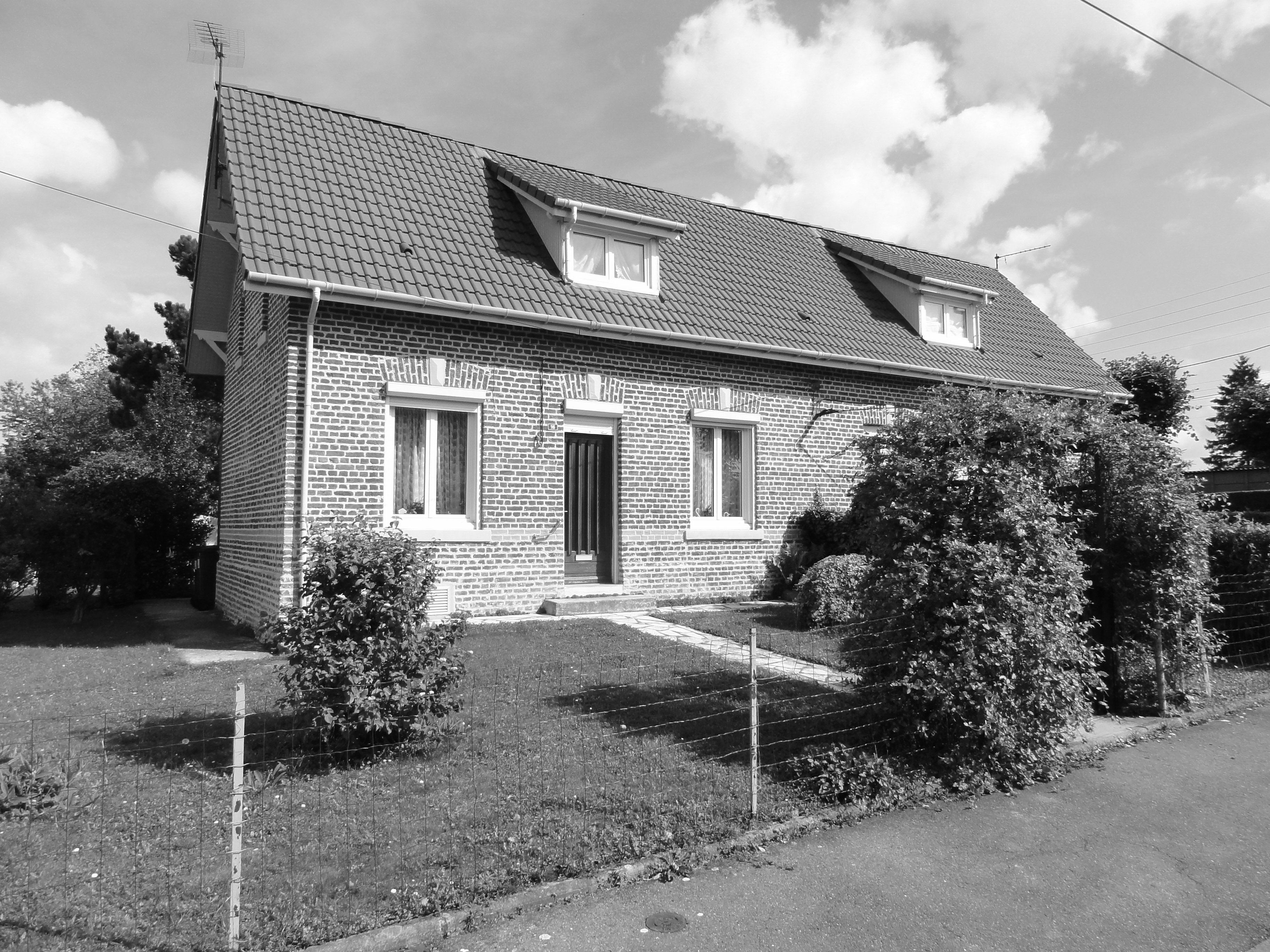
Des habitations groupées par deux.
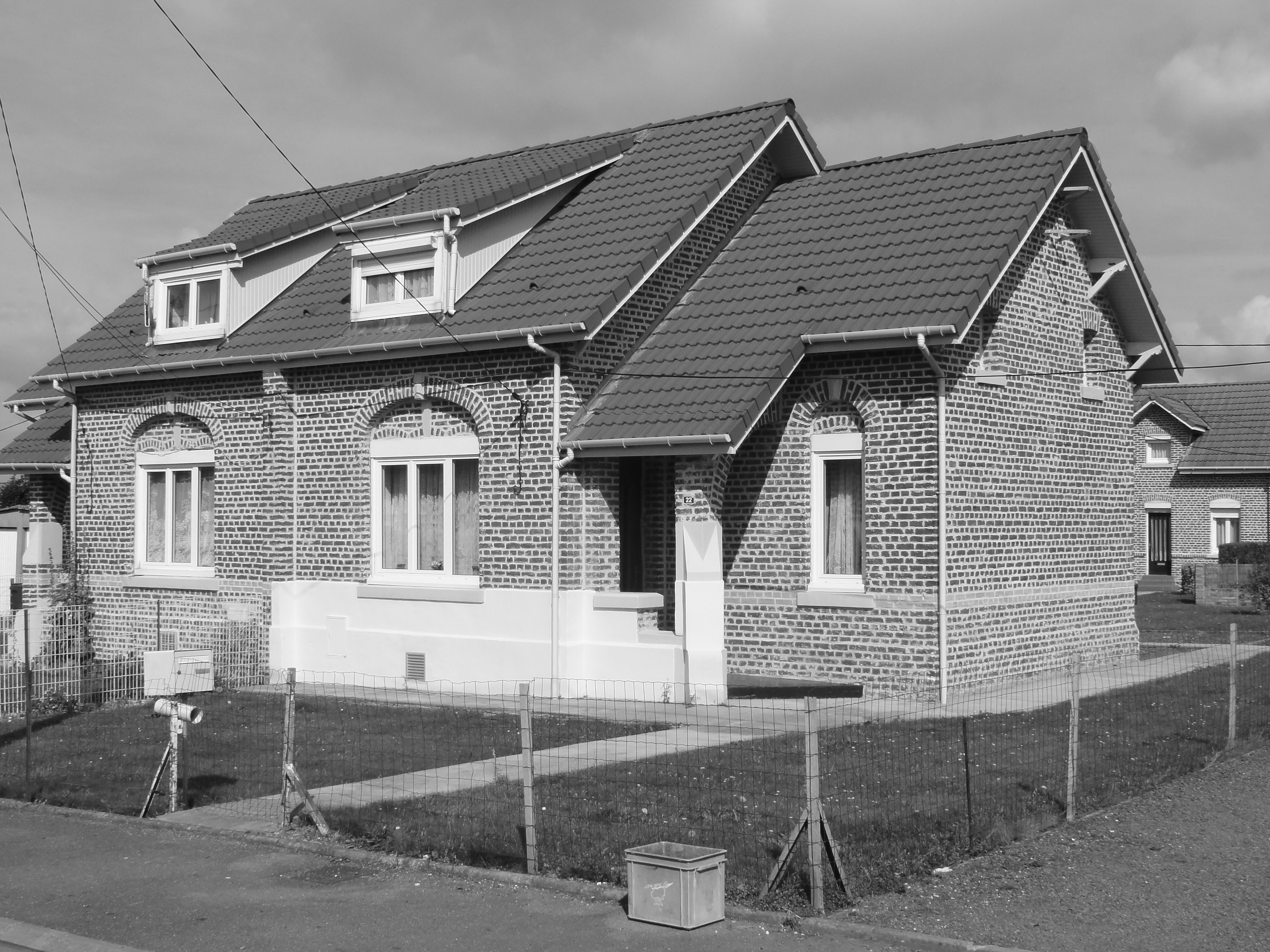
Des habitations groupées par deux.

### L'église Sainte-Marguerite

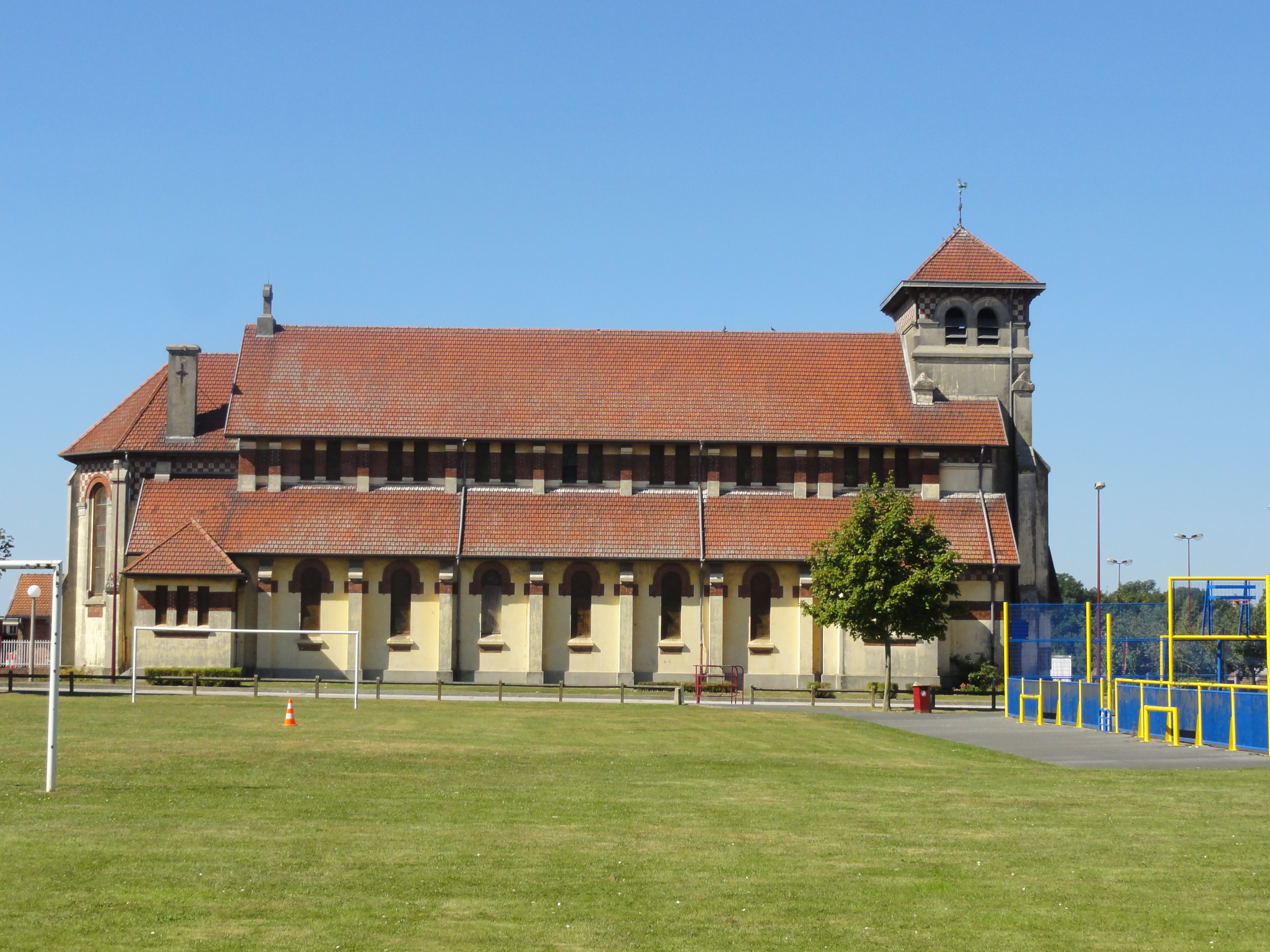
L'église vue de côté.

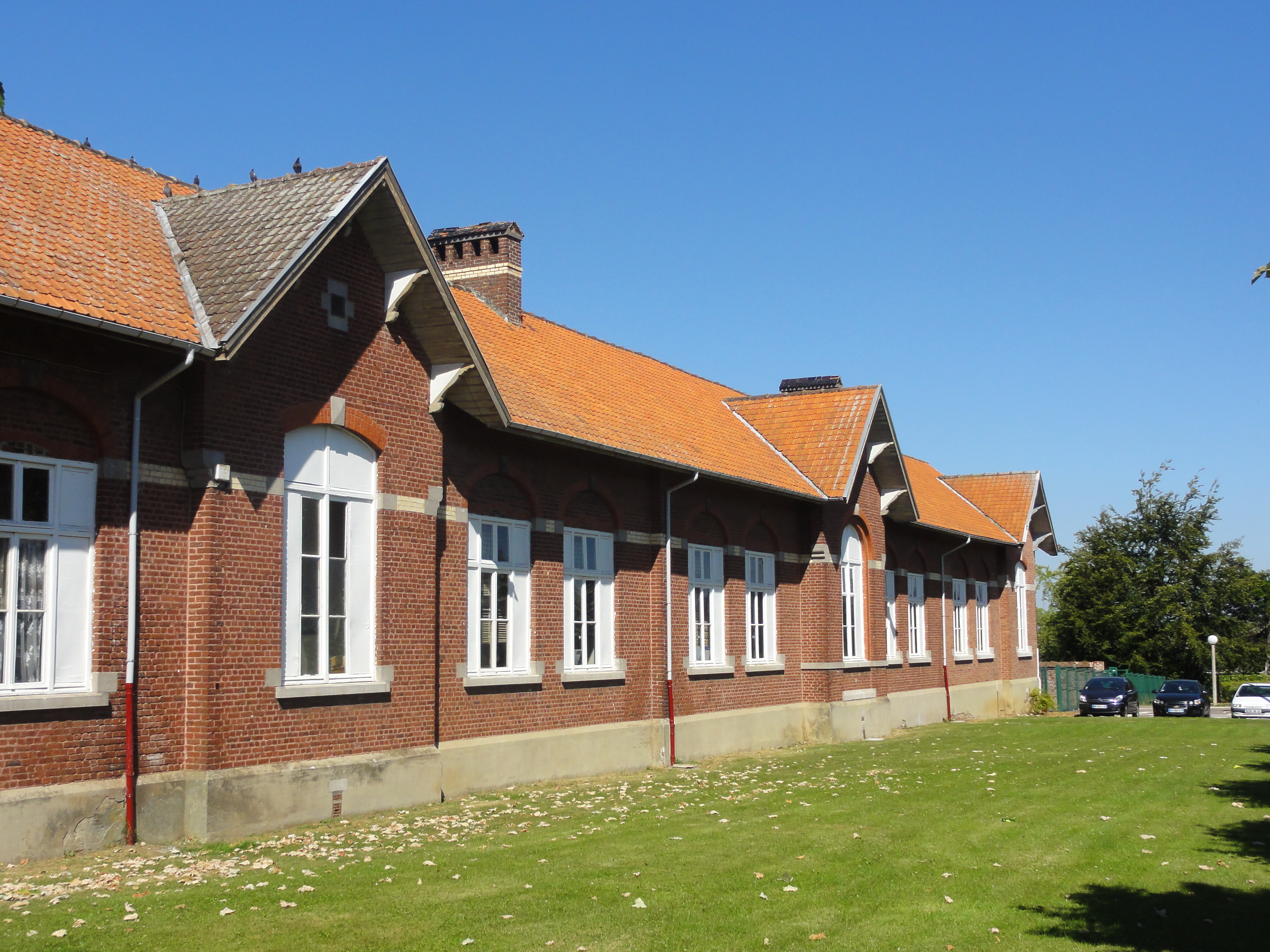
L'école.

50° 26′ 21″ N, 2° 41′ 01″ E
L'église Sainte-Marguerite remplace une église précédente achevée en 1912 et détruite par les obus de la guerre de 1914-1918. Celle-ci construite place Lyautey au cœur des cités a été consacrée en 1926. C'est l'œuvre du grand architecte Louis Cordonnier. Aujourd'hui désacralisée, elle sert désormais d'espace culturel et a été restaurée en 2014.

### Les écoles
50° 26′ 24″ N, 2° 41′ 02″ E
Des écoles ont été bâties à proximité de l'église.